# الوليد بن زيدان
الوليد بن زيدان بن أحمد المنصور الذهبي السعدي الحسني (? – توفي 14 رمضان 1045 هـ / 21 فبراير 1636) سلطان مغربي من الدولة السعدية حكم مراكش بين 1040 هـ - 1045 هـ / 1631 - 1636.

## مسيرته
كانت الدولة السعدية خلال حكم زيدان بدأت تتحلل وتنهار، وكان المعارضون ينكرون عليه تعيين فرنسيين وهولنديين على تسيير الكثير من مشاريع البلاد. وبعد وفاة زيدان عام 1627م خلفه عبد الملك بن زيدان، والذي كان يتمتع بسمعة سيئة، وكان مولعا بالشراب، وكانت نهايته مخمور فاقدا الوعي، عندما تم اغتياله في 10 مارس 1631، في مؤامرة مدبرة من أخيه الوليد. قام الوليد بقتل أخيه إسماعيل واثنين من أولاد أخيه عبد الملك وسبعة من بني عمه ولم يترك إلا أخاه الشيخ بن زيدان استصغارا له إذ كان سنه يومئذ إحدى عشرة سنة وكانت أمه تخاف عليه من الوليد فكانت تحرسه منه حراسة شديدة وكلفت نساء القصر بحمايته.
يقول فيه صاحب شرح الزهرة: كان الوليد بن زيدان متظاهرا بالديانة لين الجانب حتى رضيته الخاصة والعامة وكان مولعا بالسماع لا ينفك عنه ليلا ولا نهارا إلا أنه كان يقتل الأشراف من إخوته وبني عمه حتى أفنى أكثرهم وكان مع ذلك محبا في العلماء.
كان المهندس الفرنسي سان ماندريي قد اقترح على والد الوليد، السلطان مولاي زيدان، ببناء مرسى في الوليدية واستخدم اختصاصيين هولنديين لنسف صخور الشاطئ فثارت قبيلة دكالة ضد وجود الهولنديين بدافع من عائلة بالاش اليهودية فعدل السلطان عن المشروع واكتفى بعده السلطان الوليد ببناء قصبة، وتنسب قرية الوليدية إلى الوليد بن زيدان.

### نشاطه الثقافي
كان الوليد من المطالبين باسترجاع الخزانة الزيدانية الموجودة بقصر الإسكوريال بإسبانيا.
وخلال فترة حكمه ألف أبو الحسن علي المراكشي «أرجوزة الفواكه الصيفية والخريفية» إهداءً للسلطان الوليد بن زيدان. كما ألف الرحالة ابن مليح السراج أُنس الساري والسارب من أقطار المغارب إلى منتهى الآمال والمآرب وسيد الأعاجم والأعارب في الركب المراكشي خلال الرحلة الحجية التي انطلقت من مدينة مراكش مرورا ببلاد درعة إلى بلاد فزان حيث تلتقي بالركبين الفاسي والسوداني. وتحدث ابن مليح عن الركب الرسمي الذي كانت تنظمه الدولة خلال الفترة الأخيرة من الحكم السعدي المتمثلة في عهد الوليد بن زيدان.
بعث الوليد بن زيدان بهدية إلى بلاد الحرم، كما جرت عادة سلاطين المغرب، وكانت عبارة عن حسكتين أو شمعدانين وزن كل منهما أربعة أرطال من ذهب وحسكتين من الفضة الخالصة وزن كل منهما عشرة أرطال، إضافة إلى صندوقين من شمع العنبر هدية إلى المسجد النبوي، وقد نقش في دائرة حسكة الذهب بيتان من الشعر وهما:

### اغتياله
طالبه بعض من جنده الفرنسيين العلوج بمرتبهم وأعطياتهم على العادة وقالوا له أعطنا ما نأكل فقال لهم على طريق التهكم كلوا قشر النارنج بالمسرة فغضبوا لذلك، فتآمر أربعة منهم عليه فقتلوه غدرا يوم الخميس 14 رمضان.